# Saint-Léger-Vauban
Pour les articles homonymes, voir Saint-Léger et Vauban (homonymie).
Saint-Léger-Vauban est une commune française située dans le département de l'Yonne en région Bourgogne-Franche-Comté.

## Géographie
Saint-Léger-Vauban est situé en Bourgogne dans le parc naturel régional du Morvan,
à 25 km d'Avallon et de Vézelay et à 220 km de Paris et Lyon. Les départements limitrophes sont la Nièvre (lac de Saint-Agnan) et la Côte-d'Or (Saulieu).

### Villages, hameaux, lieux-dits[1], et écarts
(liste non exhaustive)
- Anguillères - La Bécasse - Bois des chasses - Le Bon Rupt - Le Champ des alouettes - Champ renard - Corvignot - Les Garennes - La Maison des Champs - le Moulin Simonneau -  La Pêcherie - Les Pêchasses - Réserve de Ruères -  Ruères - Trinquelin - La Vente Pic Vert - Le Pré Pigeon -

### Climat
Pour des articles plus généraux, voir Climat de la Bourgogne-Franche-Comté et Climat de l'Yonne.
En 2010, le climat de la commune est de type climat de montagne, selon une étude du Centre national de la recherche scientifique s'appuyant sur une série de données couvrant la période 1971-2000. En 2020, Météo-France publie une typologie des climats de la France métropolitaine dans laquelle la commune est exposée à un climat océanique altéré et est dans la région climatique  Lorraine, plateau de Langres, Morvan, caractérisée par un hiver rude (1,5 °C), des vents modérés et des brouillards fréquents en automne et hiver. 
Pour la période 1971-2000, la température annuelle moyenne est de 10,2 °C, avec une amplitude thermique annuelle de 16,4 °C. Le cumul annuel moyen de précipitations est de 1 091 mm, avec 13,9 jours de précipitations en janvier et 9,3 jours en juillet. Pour la période 1991-2020, la température moyenne annuelle observée sur la station météorologique installée sur la commune est de 10,2 °C et le cumul annuel moyen de précipitations est de 1 148,1 mm. 
La température maximale relevée sur cette station est de 40,2 °C, atteinte le 25 juillet 2019 ; la température minimale est de −23,5 °C, atteinte le 9 janvier 1985,,. 
| Mois                                  | jan.             | fév.           | mars           | avril           | mai           | juin            | jui.           | août           | sep.          | oct.            | nov.             | déc.            | année      |
| ------------------------------------- | ---------------- | -------------- | -------------- | --------------- | ------------- | --------------- | -------------- | -------------- | ------------- | --------------- | ---------------- | --------------- | ---------- |
| Température minimale moyenne (°C)     | −0,6             | −1             | 1              | 3,2             | 6,9           | 10,1            | 11,7           | 11,8           | 8,7           | 6,5             | 2,6              | 0,3             | 5,1        |
| Température moyenne (°C)              | 2,6              | 3,1            | 6,2            | 9,2             | 12,9          | 16,4            | 18,3           | 18,3           | 14,5          | 10,9            | 6,2              | 3,3             | 10,2       |
| Température maximale moyenne (°C)     | 5,8              | 7,1            | 11,5           | 15,2            | 18,9          | 22,7            | 24,9           | 24,7           | 20,2          | 15,2            | 9,7              | 6,3             | 15,2       |
| Record de froid (°C) date du record   | −23,5 09.01.1985 | −19 10.02.1986 | −18,7 01.03.05 | −8,9 12.04.1986 | −3 01.05.1976 | −0,9 02.06.1975 | 1,4 07.07.1993 | 0,7 26.08.1993 | −1,5 25.09.02 | −7,4 30.10.1997 | −12,5 27.11.1985 | −16,8 24.12.01  | −23,5 1985 |
| Record de chaleur (°C) date du record | 18,5 30.01.02    | 22 27.02.19    | 25,8 31.03.21  | 28,8 30.04.05   | 31 27.05.05   | 37,1 27.06.19   | 40,2 25.07.19  | 40 12.08.03    | 33,7 14.09.20 | 30 01.10.1985   | 23,2 08.11.15    | 21,2 16.12.1989 | 40,2 2019  |
| Précipitations (mm)                   | 115,9            | 93             | 90,1           | 90              | 99,2          | 76              | 83,7           | 73,7           | 85,1          | 103,1           | 110,5            | 127,8           | 1 148,1    |

| Diagramme climatique                                  |         |           |           |             |            |              |              |             |              |             |             |
| J                                                     | F       | M         | A         | M           | J          | J            | A            | S           | O            | N           | D           |
| 5,8−0,6115,9                                          | 7,1−193 | 11,5190,1 | 15,23,290 | 18,96,999,2 | 22,710,176 | 24,911,783,7 | 24,711,873,7 | 20,28,785,1 | 15,26,5103,1 | 9,72,6110,5 | 6,30,3127,8 |
| Moyennes : • Temp. maxi et mini °C • Précipitation mm |         |           |           |             |            |              |              |             |              |             |             |

Les paramètres climatiques de la commune ont été estimés pour le milieu du siècle (2041-2070) selon différents scénarios d'émission de gaz à effet de serre à partir des nouvelles projections climatiques de référence DRIAS-2020. Ils sont consultables sur un site dédié publié par Météo-France en novembre 2022.

## Urbanisme

### Typologie
Au 1er janvier 2024, Saint-Léger-Vauban est catégorisée commune rurale à habitat très dispersé, selon la nouvelle grille communale de densité à sept niveaux définie par l'Insee en 2022.
Elle est située hors unité urbaine. Par ailleurs la commune fait partie de l'aire d'attraction d'Avallon, dont elle est une commune de la couronne,. Cette aire, qui regroupe 74 communes, est catégorisée dans les aires de moins de 50 000 habitants,.

### Occupation des sols
L'occupation des sols de la commune, telle qu'elle ressort de la base de données européenne d’occupation biophysique des sols Corine Land Cover (CLC), est marquée par l'importance des forêts et milieux semi-naturels (56 % en 2018), une proportion identique à celle de 1990 (56 %). La répartition détaillée en 2018 est la suivante : 
forêts (50,6 %), prairies (39,4 %), milieux à végétation arbustive et/ou herbacée (5,3 %), zones agricoles hétérogènes (3,2 %), zones urbanisées (1,4 %). L'évolution de l’occupation des sols de la commune et de ses infrastructures peut être observée sur les différentes représentations cartographiques du territoire : la carte de Cassini (XVIIIe siècle), la carte d'état-major (1820-1866) et les cartes ou photos aériennes de l'IGN pour la période actuelle (1950 à aujourd'hui).

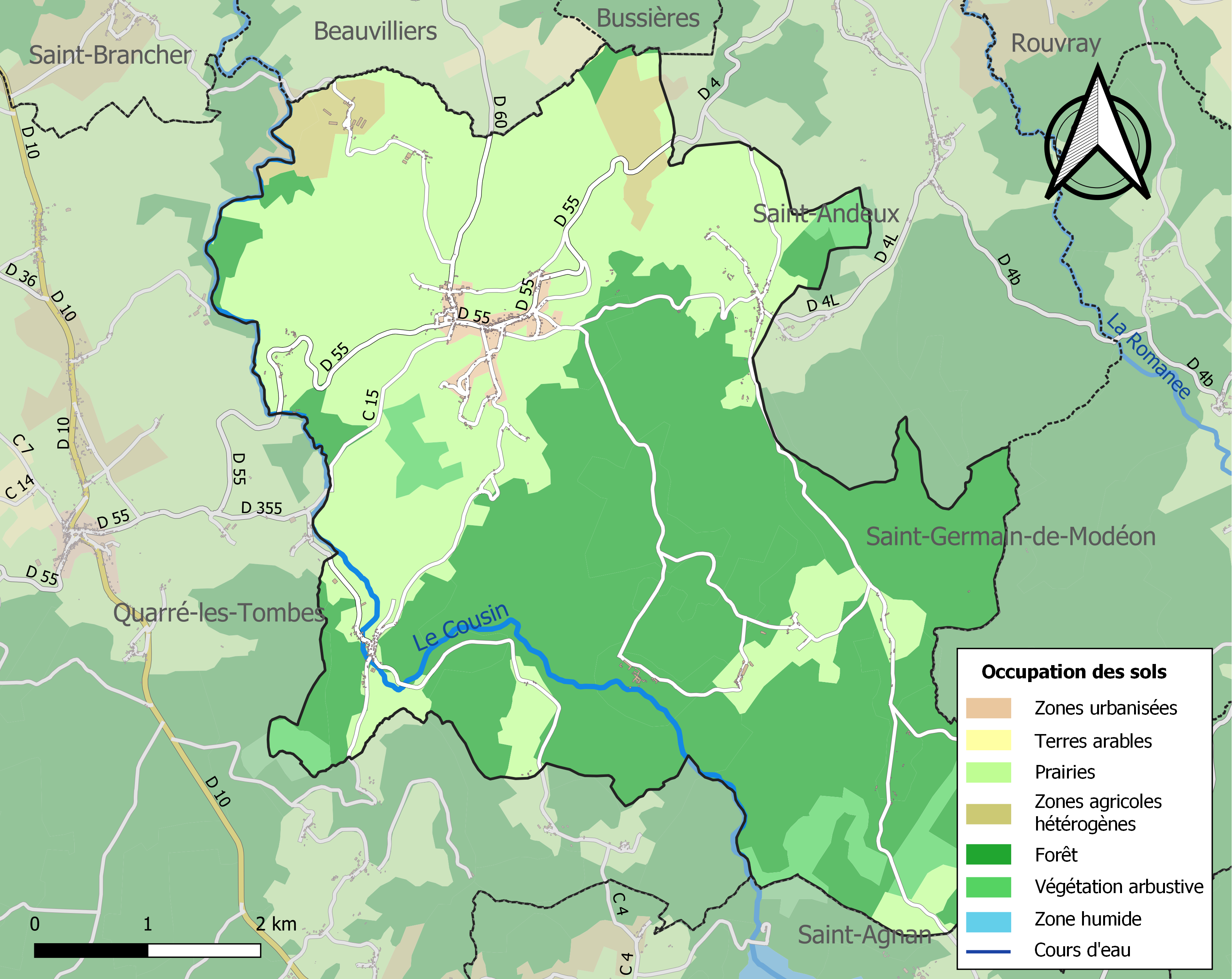
Carte des infrastructures et de l'occupation des sols de la commune en 2018 (CLC).

## Histoire
Jusqu'au XIXe siècle, la commune s'appelait Saint-Léger-de-Foucheret. En hommage à Sébastien Le Prestre de Vauban, qui y est né, Napoléon III renomma la commune Saint-Léger-Vauban par un décret de 1867.
En 1237, Guy II Besors, seigneur de Villarnoult, cède à l'abbaye de Reigny, ses prés, terres et bois qu'il possède à Saint-Léger-de-Foucheret.

## Culture
Le village possède un petit musée consacré à Vauban. Depuis 2021, un festival de musique baroque et classique y est organisé en juillet.

## Politique et administration
| Période    | Période   | Identité          | Étiquette | Qualité      |
| ---------- | --------- | ----------------- | --------- | ------------ |
| 1899       | 1919      | Pierre Boussard   |           |              |
| 1919       | 1921      | Eugène Luriau     |           |              |
| 1921       | 1929      | Achille Collas    |           |              |
| 1929       | 1959      | Henri Chevillotte |           |              |
| 1959       | 1965      | Marcel Falconnier |           |              |
| mars 1965  | mars 2001 | Michel Veuillot   | RPR       |              |
| mars 2001  | 2014      | Gisèle Richard    | PS        |              |
| avril 2014 | En cours  | Damien Brizard    | SE-DVD    | Entrepreneur |

## Démographie
Ses habitants sont appelés les Léodégardiens.

L'évolution du nombre d'habitants est connue à travers les recensements de la population effectués dans la commune depuis 1793. Pour les communes de moins de 10 000 habitants, une enquête de recensement portant sur toute la population est réalisée tous les cinq ans, les populations de référence des années intermédiaires étant quant à elles estimées par interpolation ou extrapolation. Pour la commune, le premier recensement exhaustif entrant dans le cadre du nouveau dispositif a été réalisé en 2006.

En 2022, la commune comptait 358 habitants, en évolution de −0,83 % par rapport à 2016 (Yonne : −1,95 %, France hors Mayotte : +2,11 %).
| 1793  | 1800  | 1806  | 1821  | 1831  | 1836  | 1841  | 1846  | 1851  |
| ----- | ----- | ----- | ----- | ----- | ----- | ----- | ----- | ----- |
| 1 244 | 1 040 | 1 224 | 1 458 | 1 499 | 1 450 | 1 633 | 1 530 | 1 481 |

| 1856  | 1861  | 1866  | 1872  | 1876  | 1881  | 1886  | 1891  | 1896  |
| ----- | ----- | ----- | ----- | ----- | ----- | ----- | ----- | ----- |
| 1 474 | 1 276 | 1 398 | 1 376 | 1 348 | 1 296 | 1 225 | 1 312 | 1 276 |

| 1901  | 1906  | 1911  | 1921 | 1926 | 1931 | 1936 | 1946 | 1954 |
| ----- | ----- | ----- | ---- | ---- | ---- | ---- | ---- | ---- |
| 1 230 | 1 115 | 1 000 | 850  | 860  | 841  | 903  | 931  | 846  |

| 1962 | 1968 | 1975 | 1982 | 1990 | 1999 | 2006 | 2011 | 2016 |
| ---- | ---- | ---- | ---- | ---- | ---- | ---- | ---- | ---- |
| 693  | 599  | 509  | 489  | 394  | 440  | 424  | 393  | 361  |

| 2021 | 2022 | - | - | - | - | - | - | - |
| ---- | ---- | - | - | - | - | - | - | - |
| 357  | 358  | - | - | - | - | - | - | - |

## Lieux et monuments
- Manoir de Ruères (XVe siècle), lieu de naissance présumé de Sébastien Le Prestre de Vauban (ne se visite pas).
- Monument à Vauban, sculpté par Anatole Guillot, inauguré le 10 septembre 1905.
- Maison Vauban, musée faisant partie de l'Écomusée du Morvan, ouvert en 1996. Ouvert grâce aux conseil de la Mairie et de Michel Veuillot, le maire.
- Maison de René Rimbert, résistant mort en déportation en 1945.
- Monument aux morts, érigé après la Première Guerre mondiale.
- Église Saint-Léger (XVe et XIXe siècles).
- Abbaye Sainte-Marie de la Pierre-qui-Vire, fondée en 1850.
- Mairie-école du XIXe siècle.

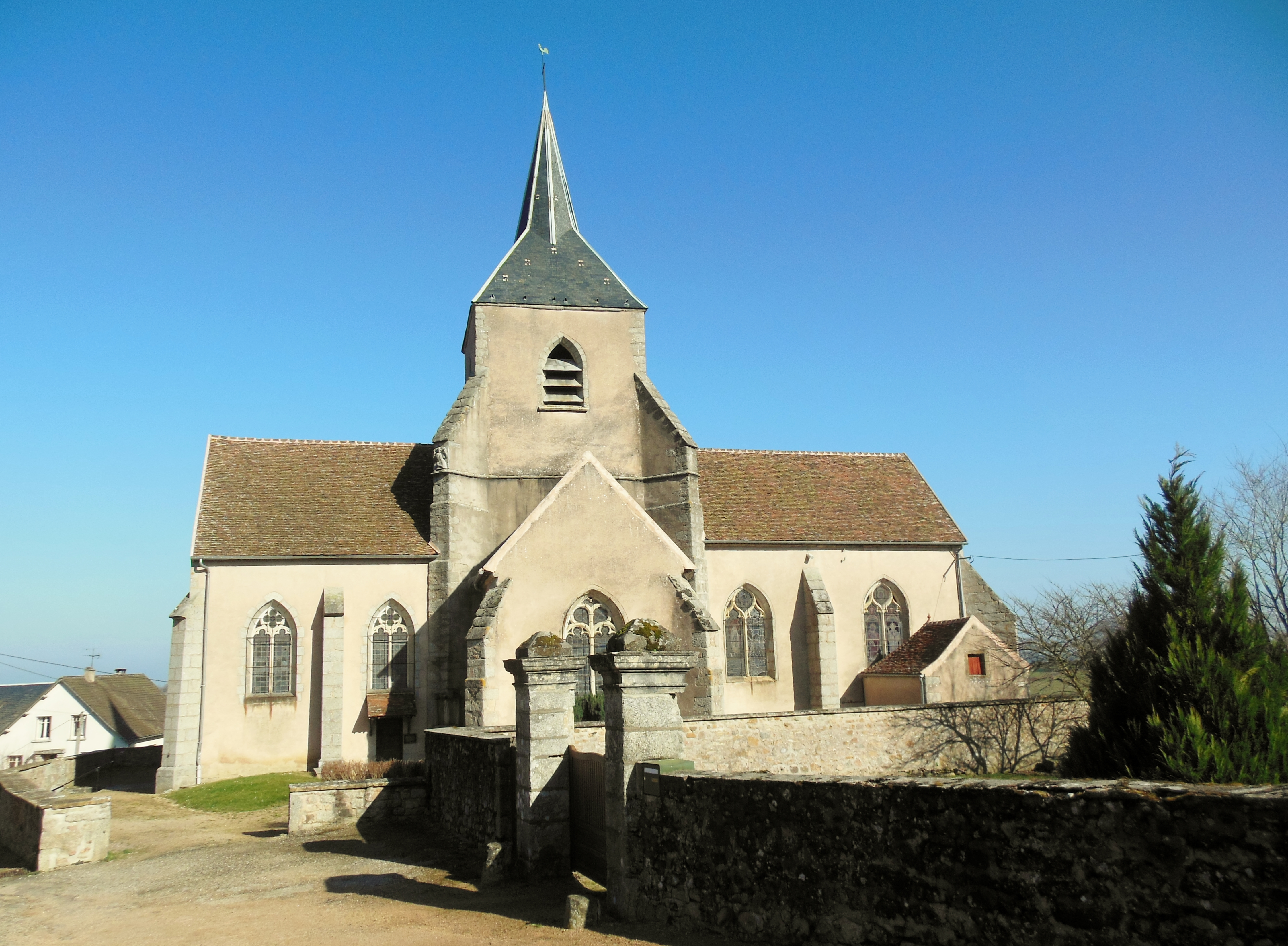
L'église Saint-Léger.
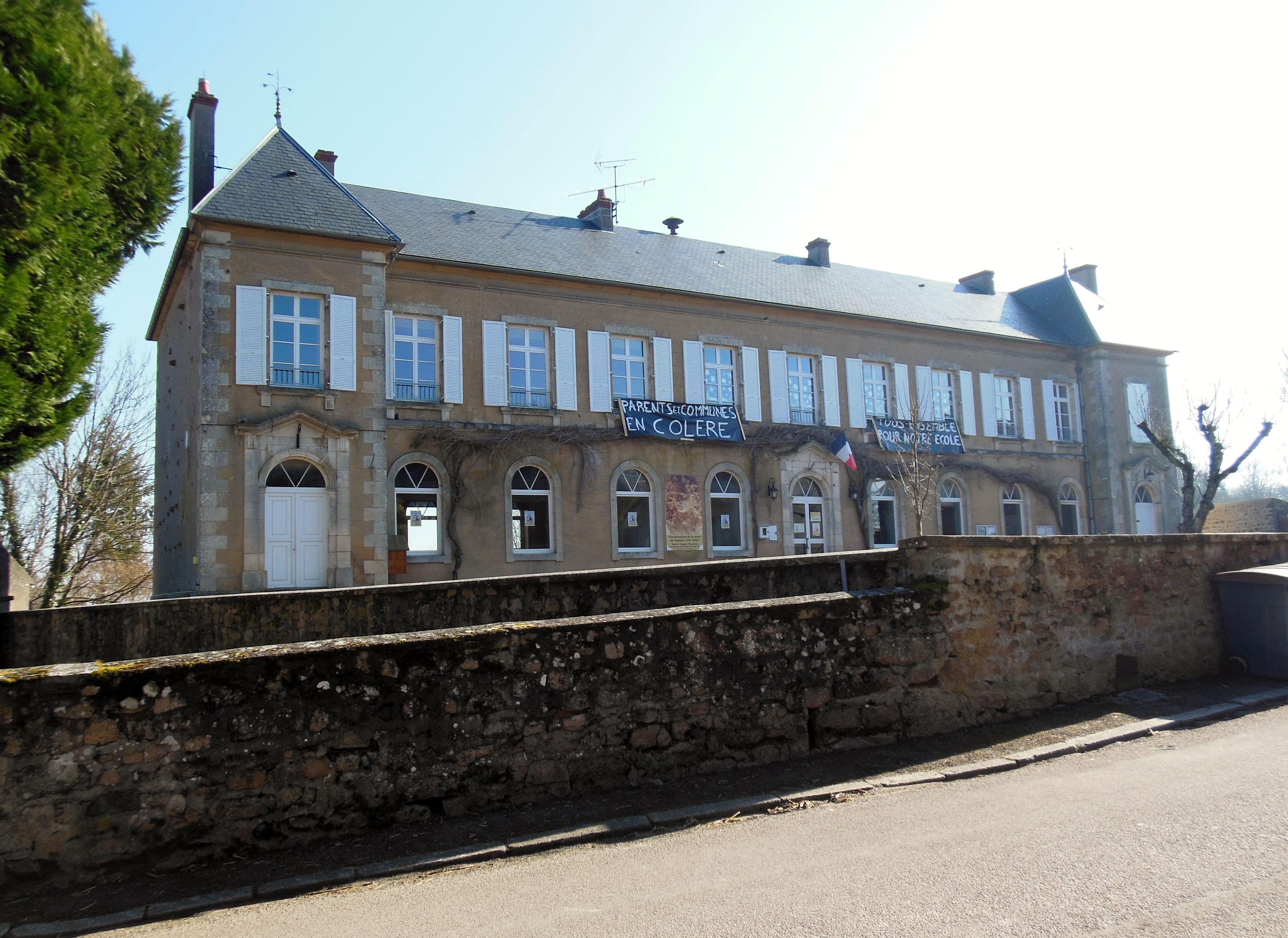
La mairie-école.
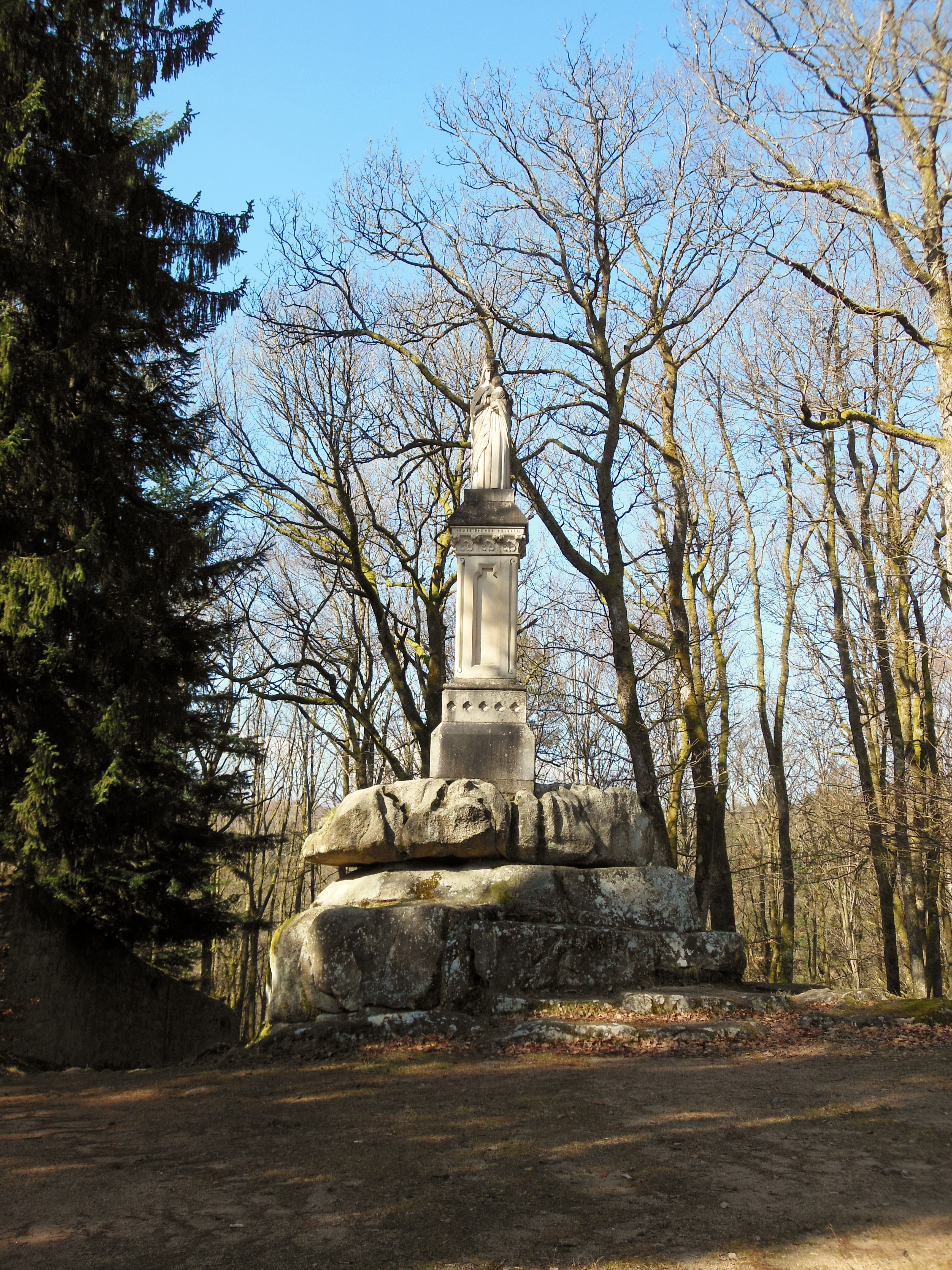
La Vierge de la Pierre-qui-Vire.
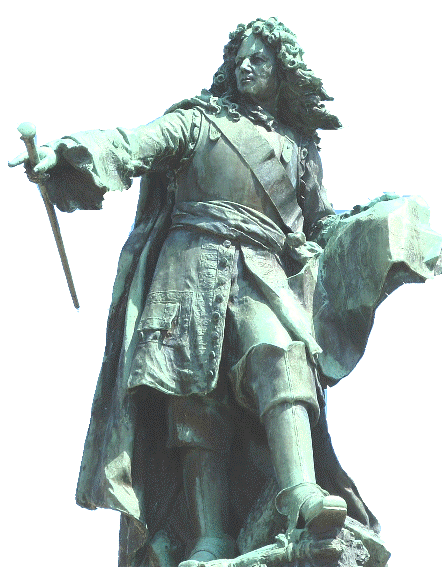
Anatole Guillot, Monument à Vauban (1905, détail).
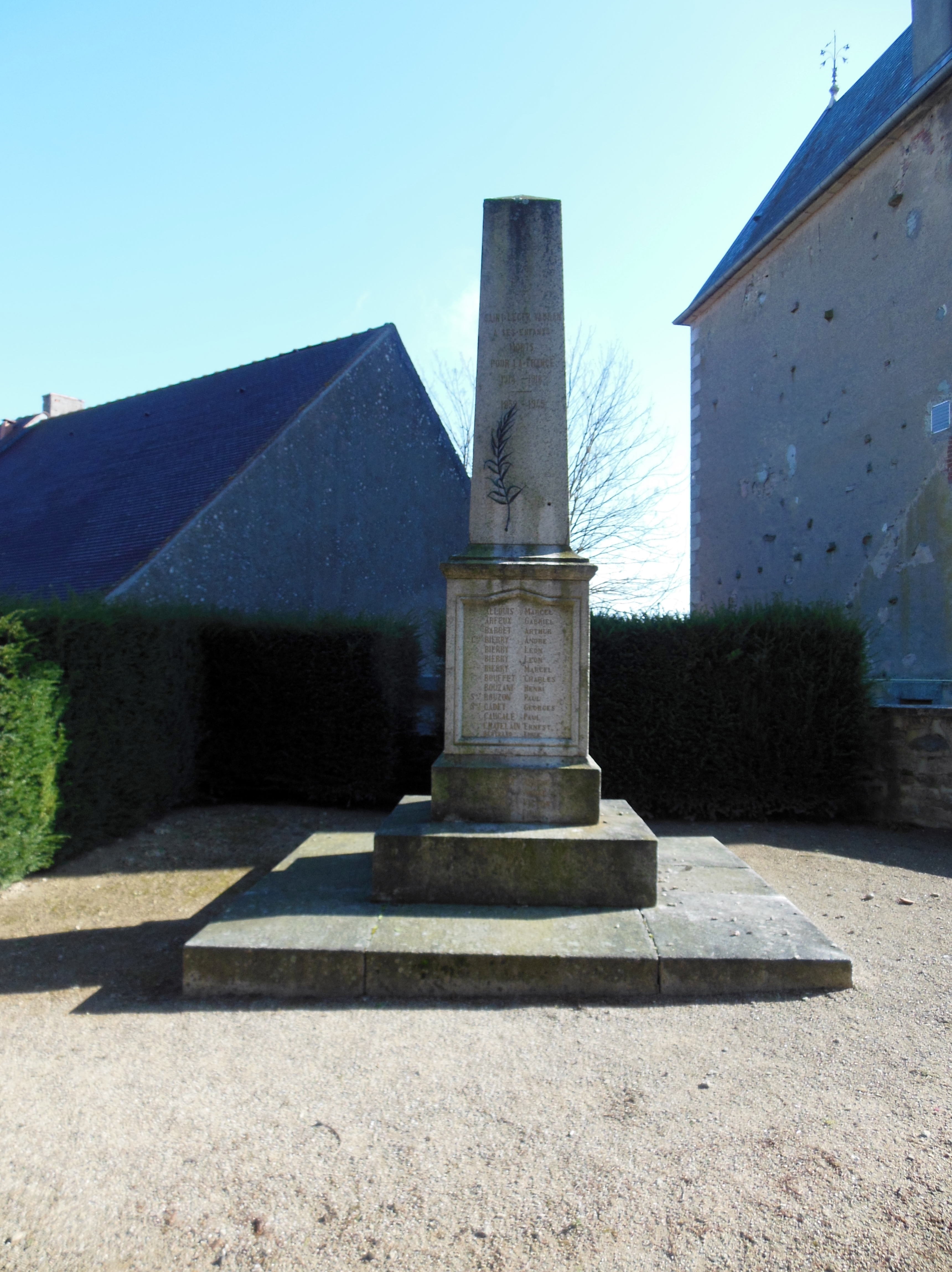
Monument aux morts.
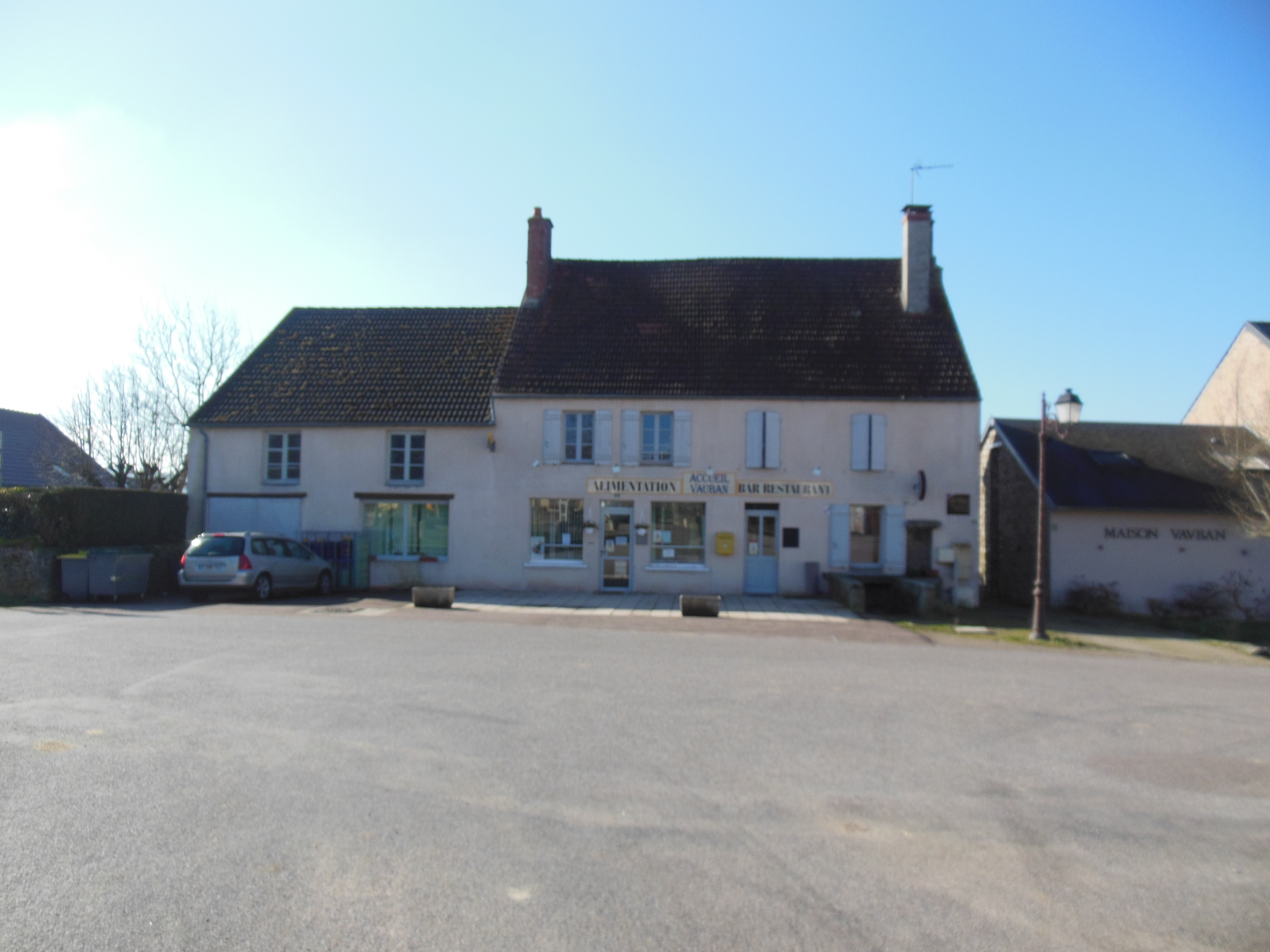
Maison de René Rimbert.
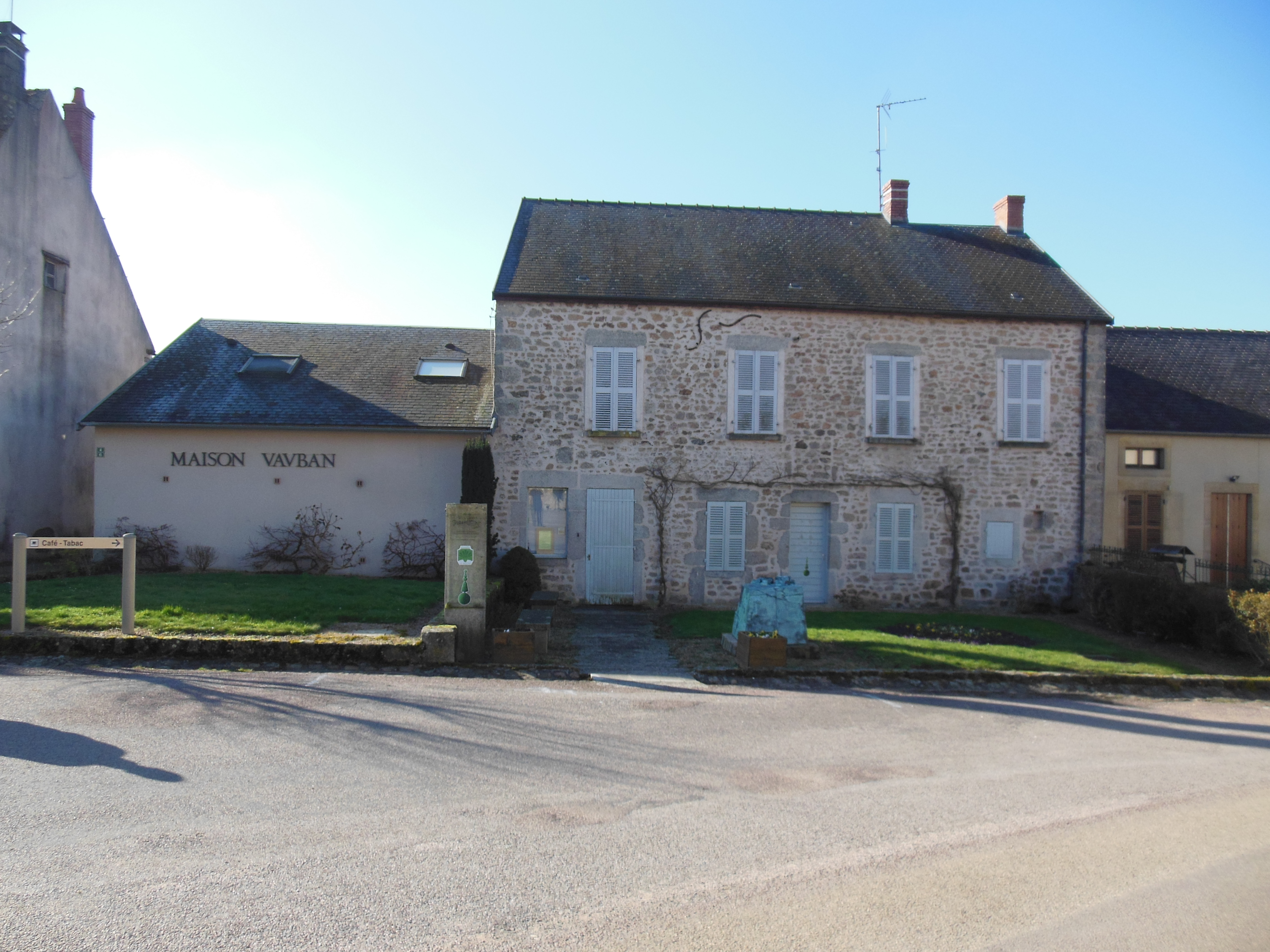
Maison Vauban.

## Personnalités liées à la commune
- Sébastien Le Prestre de Vauban, titré marquis et nommé maréchal de France par Louis XIV.
- Auguste Tripier, (1830-1914), inventeur de l'électrothérapie, né à Saint-Léger-Vauban.
- Anatole Guillot, (Étigny 1865 - Paris 1911) : sculpteur, auteur du Monument à Vauban (1905), place du Montoir.
- Ernest Perrier, (1881-1958), homme politique suisse, s'est retiré en 1932 à l'abbaye Sainte-Marie de la Pierre-qui-Vire.
- Maria Valtat, (1895-1977), cadre de la Résistance, membre du comité de Libération de l'Yonne. FTPF, fondatrice du mouvement de résistance Front national dans l'Avallonnais.
- Marc Hénard, (1919-1992) : peintre et sculpteur. Sa maison-atelier abrite la maison Vauban, une des cinq maisons à thème de l'Écomusée du Morvan.